# Euryzygomatomys spinosus
Euryzygomatomys spinosus är en gnagare som först beskrevs av Johann Fischer von Waldheim 1814.  Euryzygomatomys spinosus är ensam i släktet Euryzygomatomys som ingår i familjen lansråttor. Inga underarter finns listade i Catalogue of Life. Enligt nyare studier borde populationen delas i två eller flera arter.
Denna gnagare förekommer i sydöstra Brasilien samt i angränsande områden av Paraguay och Argentina. Habitatet utgörs främst av fuktiga gräsmarker. Dessutom besöker arten skogar.
Euryzygomatomys spinosus blir 17 till 27 cm lång (huvud och bål) och har en 5,0 till 5,5 cm lång svans. Hanarnas vikt varierar mellan 165 och 210 gram och de är allmänt lite större än honorna. Liksom hos de flesta andra lansråttor bildas pälsen på ryggen av mjuka hår och taggar. Pälsen har på ovansidan en ljusbrun färg medan buken är vitaktig. Vid tårna finns kraftiga klor.
Enligt de få studier som finns är individerna aktiva på natten. De gräver tunnlar i marken och äter frukter eller andra växtdelar. Upphittade honor var dräktiga med en eller tre ungar. En annan studie registrerade att arten skadar träd genom att äta bark.
IUCN kategoriserar arten globalt som livskraftig.